# ザ・コスギタワー
ザ・コスギタワーは、神奈川県川崎市中原区に所在する超高層マンション。2009年度グッドデザイン賞受賞。

## 概要
不二サッシ跡地の再開発事業によって建設された。「中丸子地区B地区Ⅱ-1街区」にあたり、北側のI街区はリエコート武蔵小杉となっている。建設当時は神奈川県内で最も階数の高い超高層マンションであった。建物が完成した2008年は武蔵小杉において超高層マンションの竣工が相次いだ年であり、隣接地のリエトコート武蔵小杉のほかパークシティ武蔵小杉ステーションフォレストタワーが完成している。竣工前には周辺の超高層ビルは武蔵小杉タワープレイスやNEC玉川ルネッサンスシティしかなかったため、武蔵小杉の風景を急激に変えるきっかけとなった。外観などデザインは光井純が担当した。

## 歴史
- 2008年（平成20年）6月 - 竣工。

## アクセス
- JR・東急武蔵小杉駅徒歩7分